# All My Girls
All My Girls es el cuarto álbum sencillo del grupo femenino surcoreano Everglow. El álbum fue lanzado el 18 de agosto de 2023 por Yuehua Entertainment y contiene tres pistas, incluyendo el sencillo principal titulado «Slay».

## Antecedentes y lanzamiento
El 26 de julio de 2023, Yuehua Entertainment anunció que Everglow lanzaría su cuarto álbum sencillo el 18 de agosto del mismo año, lo que marca el regreso del grupo después de un largo período de un año y ocho meses sin actividad musical, desde el lanzamiento de su miniálbum Return of The Girl, publicado el 1 de diciembre de 2021. El anuncio vino acompañado de una serie de pósters conceptuales, publicados a través de las redes sociales oficiales del grupo, correspondientes a cada una de las miembros del grupo, donde solo se revelaban sus siluetas.
A día siguiente, el 27 de julio, se publicó el cronograma de publicaciones asociado al nuevo lanzamiento musical, confirmando que llevaría el título de All My Girls, y anunciando la próxima publicación de imágenes conceptuales, lista de canciones y avances del vídeo musical del sencillo principal que acompañaría el lanzamiento del álbum.

## Promoción
Durante el lanzamiento de All My Girls, el 18 de agosto de 2023, el grupo realizó un evento en vivo para presentar el álbum sencillo y sus canciones, y para conectar con sus fans.Luego de participar en varios programas musicales y festivales, Everglow emprendió su segunda gira musical, titulada igual que el álbum sencillo. La gira constó de tres tramos: el primer tramo abarcó diez paradas en los Estados Unidos y una en Ciudad de México del 1 al 26 de noviembre de 2023; la segunda etapa incluyó seis conciertos en diferentes ciudades europeas del 23 de enero al 4 de febrero de 2024; y la tercera etapa constó de dos conciertos agotados en Tokio y Osaka los días 29 de abril y 1 de mayo de 2024. En el transcurso de la gira, Everglow también realizó su primer evento fan meeting el 13 de enero de 2024 en Hong Kong.

## Lista de canciones
| CD / Descarga digital |                |                                                     |                                                            |                          |          |  |
| N.º                   | Título         | Letras                                              | Música                                                     | Producción               | Duración |  |
| 1.                    | «Slay»         | 지수정 (MUMW), Andy Love, Lauren Dyson, 72          | David Anthony, Andy Love, Lauren Dyson, 72                 | Bangkok                  | 3:40     |  |
| 2.                    | «Oh Ma Ma God» | E:U, 솔희 (Sohlhee), Y0UNG (MUMW), Newny (MUMW), 72 | Malin Johansson, Maria Marcus, Tobias Näslund              | Tobias Näslund           | 3:08     |  |
| 3.                    | «Make Me Feel» | 72                                                  | Melanie Fontana, Michel "Lindgren" Schulz, Casey Smith, 72 | Michel "Lindgren" Schulz | 3:01     |  |
| 9:51                  |                |                                                     |                                                            |                          |          |  |

## Historial de lanzamiento
| País          | Fecha                | Formato                    | Sello                |
| ------------- | -------------------- | -------------------------- | -------------------- |
| Varios        | 18 de agosto de 2023 | Descarga digital streaming | Yuehua Entertainment |
| Corea del Sur | 18 de agosto de 2023 | CD                         | Yuehua Entertainment |